# 诺克斯维尔 (爱荷华州)
诺克斯维尔（Knoxville）是美国艾奥瓦州马里昂县的城市，是马里昂县的县城。美国2010年人口普查中的人口为7,313人，少于2000年的7,731人。诺克斯维尔是国家Sprint汽车名人堂博物馆的所在地，毗邻着著名的诺克斯维尔赛道。